# Aconitum pendulum
Aconitum pendulum là một loài thực vật có hoa trong họ Mao lương. Loài này được N.Busch mô tả khoa học đầu tiên năm 1905.